# Diables Malignes del Guinardó
La colla de Diables Malignes del Guinardó es va constituir l'any 1995 al barri del Guinardó, amb l'objectiu de mantenir i divulgar les festes de foc catalanes tradicionals. Des de bon començament, té la seu al Grup Torxa, entitat que es dedica a la promoció cultural del barri. El Grup Torxa ja havia acollit temps enrere una altra colla de diables, que es deia Infernal del Guinardó i que va ser fundada el 1985. Gran part del material de la colla dissolta la van heretar els Malignes del Guinardó, sobretot unes forques que tenen una forma molt singular i un ceptrot especialment potent. Amb motiu del desè aniversari, els Malignes del Guinardó van convocar un concurs de percussió que s'ha consolidat i l'organitzen anualment en col·laboració amb el Grup Torxa. A més a més, la colla s'encarrega cada any del correfoc de la festa major del barri.